# Andrew Sockalexis
Andrew Sockalexis (ur. 11 stycznia 1891 w Old Town, zm. 16 sierpnia 1919 w Oxford) – amerykański lekkoatleta, uczestnik igrzysk olimpijskich w Sztokholmie 1912

## Występy na igrzyskach olimpijskich
Sockalexis wystartował tylko raz na igrzyskach olimpijskich w 1912 r. Brał udział w maratonie. Dystans 40,200 km przebiegł w czasie 2:42:07,9 zajmując 4. miejsce.